# 에기역
에기역(일본어: 江木駅, えぎえき)은 일본 군마현 마에바시시에 있는 조모 전기 철도 조모 전기 철도 조모 선의 역이다.

## 역 구조
단선 승강장 1면 1선의 지상역이다.
연중 무휴의 영업으로 업무위탁역이다(계원 배치 시간 12:30 ~ 18:00)에서 노선 내 완결 승차권, 정기권 이외, 아카기 역에서 도부 선 특급 "료모 호" 연락 승차권, 특급권도 출시했다. 자동 매표기가 설치되지 않아 역 계원이 없는 시간대는 무인역과 마찬가지로 정리권에서 하차 시에 정산이 된다.
역사 내에는 대합실, 화장실이 개찰구 옆에는 쥬스류의 자동 판매기가 설치되어 있다.
열차의 여객 취급에 대해서는 평일 아침의 여객 담당자 수행 안내 시간대를 제외하고 역 계원의 있는 시간대라도 무인역과 마찬가지의 원맨 운전 방식을 채용하고 있다.

## 역 주변
특히, 평일 아침 시간대는 시 중심부로 향하는 승객으로 역이 혼잡하다.
- 마에바시 에기 우체국
- 마에바시 히가시 간호학교
- 군마 현 농업 기술 센터 도맥 연구 센터(옛, 군마 현 농업 종합 시험장)

## 역사
- 1928년 11월 10일: 영업 개시.
- 2009년 12월: 역전 로터리 개수 후, 파크앤라이드 주차장 개업.

## 인접역
| ■ 조모 전기 철도 조모 선       | ■ 조모 전기 철도 조모 선 | ■ 조모 전기 철도 조모 선 |
| ------------------------------ | ------------------------ | ------------------------ |
| 신조켓칸센터 주오마에바시 방면 |                          | 오고 니시키류 방면       |